# Johan Rosén (musiker)
Johan Rosén, född 1 juli 1986 i Vänersborg, är en svensk musiker, låtskrivare och musikproducent. Han är sedan 2023 bosatt i Skara, och spelade bland annat keyboards i popbandet Spring Johnny!, som han var med och bildade 2005. Han har även spelat elbas med Dandelion Tree Band och Olivia Lundberg.
Han specialskrev även den instrumentala låten Tid För Välsignelse till ett av pastorn Lars Widélls avsnitt av Morgonandakten i P1, 2015.

## Diskografi i urval
Som musiker
Artistsamarbeten
- 2006 – ...och Johnny sprang (med Spring Johnny!)[4]
- 2007 – Den stora uppgörelsen (med Spring Johnny!)[4]
- 2015 – A Victim Hunt (med Olivia Lundberg)
- 2020 – Sleeping Through the Day (med David Nilsson)

Soloalbum
- 2017 – Palau
- 2020 – First Time Around
- 2021 – Two Weeks Notice

Som producent
- 2016 – Julkonsert (med Chalmers sångkör)[4]
- 2020 – Barn lilla barn (med Paul Sahlin)[5][6]